# RS1
RS1 — двухступенчатая ракета-носитель лёгкого класса американского стартапа ABL Space Systems, предназначенная для вывода полезной нагрузки массой  до 1350 кг  на НОО.

## Описание
Компания ABL Space Systems при создании ракеты RS1 руководствовалась принципом максимальной простоты конструкции с целью снижения стоимости запуска. Запуск RS1 может осуществляться как с заранее подготовленных стационарных сооружений, так и с помощью разработанной ABL Space Systems системы GS0, позволяющей транспортировать ступени ракеты и стартовое оборудование в стандартных ISO-контейнерах. Это означает, что RS1 вместе со всем оборудованием, требуемым для старта, можно доставить по воздуху, суше или морю к желаемой площадке, а после запуска перебросить стартовое оборудование в другое место. С системой GS0 для запуска ракеты не требуется заранее построенного комплекса со стационарной инфраструктурой, нужна лишь площадка размерами 46х15 метров, а подготовка к запуску может быть проведена небольшим количеством персонала за короткое время.
Первая ступень оснащена девятью двигателями E2 собственного производства суммарной тягой 485 kN (на уровне моря), а вторая — одним двигателем E2 с вакуумным соплом, имеющим тягу 57,8 kN (в вакууме). Двигатели построены по открытой схеме, с подачей компонентов топлива турбонасосным агрегатом, работающим от газогенератора. При изготовлении двигателей используются технологии 3D-печати.
RS1 использует топливную пару «керосин + жидкий кислород», в качестве горючего может использоваться как специальный разработанный для применения в ракетных двигателях высокоочищенный керосин RP-1, так и авиационный керосин, соответствующий спецификации Jet-A, доступный на аэродромах по всему миру.
Стоимость пуска RS1 прогнозируется на уровне $12 млн.
На RS1 планировалось запустить в четвёртом квартале 2022 года два спутника-прототипа KuiperSat-1 и KuiperSat-2 компании Kuiper Systems LLC, но запуск тестовых спутников KuiperSat был перенесён на другой носитель, в первом пуске RS1 планировалось выведение двух малых спутника Varisat-1.

## Запуски
Первый запуск RS1 осуществлён с коммерческого космодрома «Кадьяк» на Аляске, попытки его осуществить в ноябре и декабре 2022 года были прерваны на этапе подготовки, запуск состоялся 10 января 2023 года и закончился неудачей — после старта выключились все 9 двигателей первой ступени, ракета упала на стартовую площадку, частично повредив её.
В ходе тестов при подготовке ко второму запуску во время огневых испытаний 19 июля 2024 года возник пожар в ходе которого ракета RS1 была уничтожена. Инцидент произошел в Тихоокеанском космическом комплексе на Аляске. В заявлении ABL Space Systems, опубликованном 26 августа, говорится, что в ходе тестов были запущены двигатели E2 на первой ступени носителя RS1, но всего полсекунды спустя их работу прекратили из-за резкого падения давления в одной из установок. По данным компании, причиной произошедшего стал неисправный датчик давления. Несмотря на отключение двигателей, под днищем ракеты вспыхнул огонь из-за утечки топлива из двух двигателей. Пожар был вовремя локализован, но его не удалось ликвидировать ни с помощью воды, ни с помощью систем подачи инертного газа. Тогда специалисты начали оперативно выгружать из ракеты керосин и жидкий кислород. Стартовая площадка на острове Кадьяк, которую использует ABL Space, не оснащена системой водоснабжения. Вместо этого компания использует мобильные резервуары, вода в которых закончилась спустя почти 12 минут после начала пожара. Из-за этого огонь постепенно распространился на всю конструкцию и охватил, в том числе, системы управления. Пожар также затронул пусковую установку, повредив большую часть электрических и водопроводных соединений, однако сама конструкция и другое наземное вспомогательное оборудование уцелели.

## Перспективы
В ноябре 2024 года компания ABL Space заявила, что уходит с рынка космических запусков. Вместо этого RS1 предлагается как недорогое решение для использования в программах противоракетной обороны, в частности для запуска мишеней при испытаниях вооружений. Утверждается, что модульная структура RS1, позволяющая оперативно доставлять ракету в стандартных транспортных контейнерах и развёртывать, делает её особенно привлекательной для применения в военных целях.

## Характеристики
- полная длина ракеты — 27 м
- диаметр ракеты — 1,83 м
- полезная нагрузка, выводимая на низкую опорную орбиту (НОО) — до 1350 кг
- полезная нагрузка, выводимая на 500-км солнечно-синхронную орбиту (ССО) — до 970 кг
- полезная нагрузка, выводимая на геостационарную орбиту (ГСО) — до 320 кг